# واتينز
واتينز هي مدينة سوق تقع في مقاطعة إنسبروك لاند بولاية تيرول، النمسا.